# Engishofen
Engishofen ist eine Ortschaft in der Gemeinde Erlen im Kanton Thurgau in der Schweiz. Engishofen bildete von 1816 bis 1994 eine Ortsgemeinde der ehemaligen Munizipalgemeinde Erlen.

## Geographie
Das abseits der Verkehrsverbindung Sulgen–Amriswil liegende Strassendorf weist ein architekturhistorisch interessantes Siedlungsbild mit Fachwerkbauten aus dem 18. und 19. Jahrhundert auf.

## Geschichte

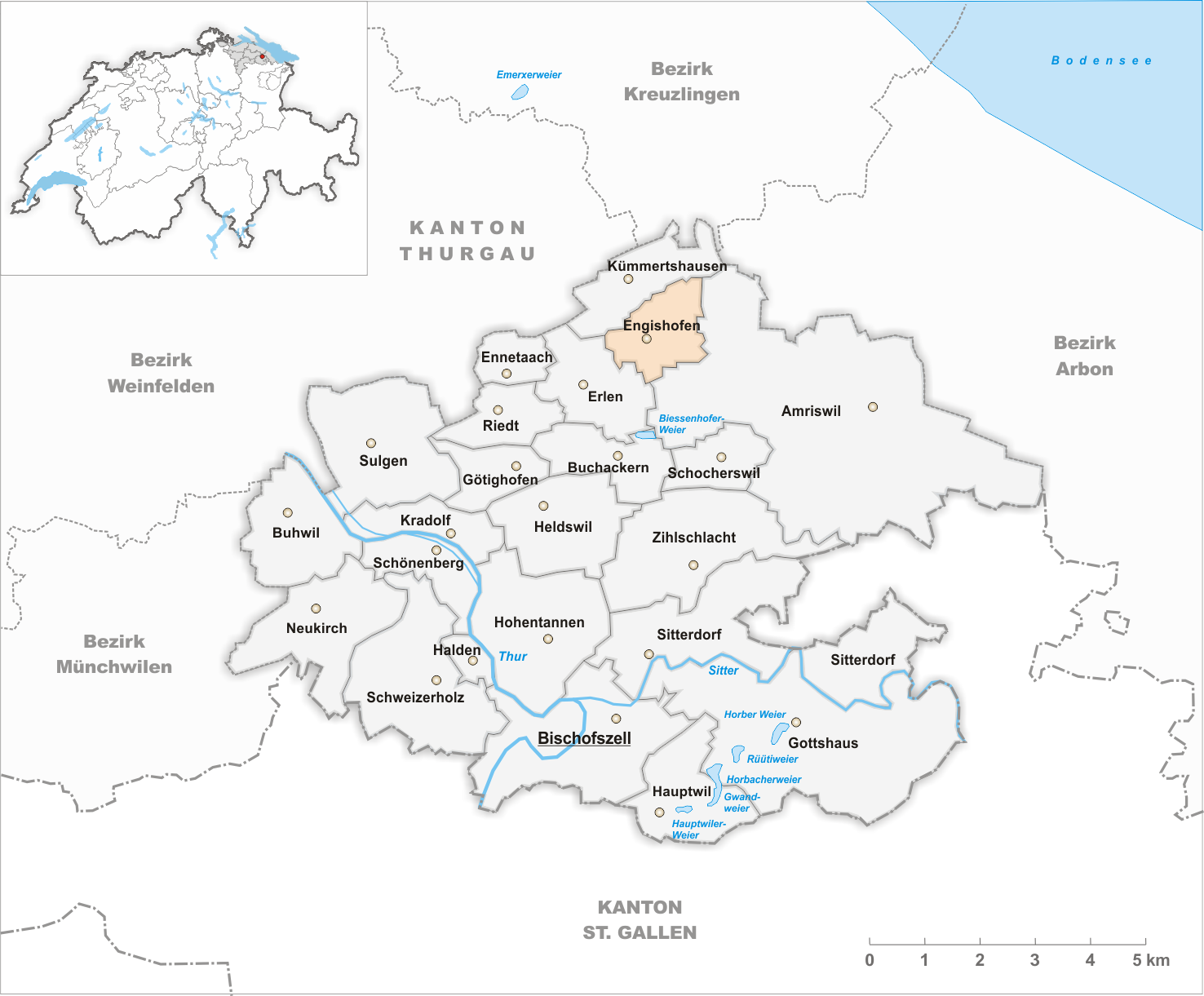
Gemeindestand vor der Fusion im Jahr 1995

Zwischen 770 und 774 ist der Ort erstmals erwähnt als Ongiseshoua (?). Die Vogtei Engishofen ist 1346 als Lehen des sankt-gallischen Abts und vom 15. Jahrhundert bis 1798 als Lehen des Bischofs von Konstanz belegt. 1492 gehörte Engishofen zur Gerichtsherrschaft Eppishausen, später gelangte es zum Niedergericht Oberaach, das 1646 bis 1798 als bischöflich-konstanzisches Lehen im Besitz der Familie von Salis-Soglio war, jedoch von der in Oberaach ansässigen Familie Häberli verwaltet wurde. Kirchlich gehörte das überwiegend reformierte Engishofen stets zur Pfarrei Sommeri.
Im 19. Jahrhundert wurden Acker- und Obstbau, Leinwandhandel und Baumwollweberei betrieben. Um 1900 kam eine Maschinenstickerei, 1906 eine Käserei hinzu. Trotz Neubauten in jüngster Zeit hat Engishofen seinen bäuerlichen Charakter bewahrt. 1990 waren 61 % der Arbeitsplätze im ersten Wirtschaftssektor.
| Jahr         | 1850 | 1900 | 1950 | 1990 | 2000  | 2010  | 2018  | 2023  |
| Ortsgemeinde | 255  | 186  | 220  | 209  |       |       |       |       |
| Ortschaft    |      |      |      |      | 193   | 178   | 167   | 208   |
| Quelle       |      |      |      |      | [ 3 ] | [ 4 ] | [ 2 ] | [ 5 ] |

Von den insgesamt 208 Einwohnern der Ortschaft Engishofen am 31. Dezember 2023 waren 30 bzw. 14,4 % ausländische Staatsbürger. 112 (53,8 %) waren evangelisch-reformiert und 33 (15,9 %) römisch-katholisch.

## Sehenswürdigkeiten
Das Wohnhaus an der Hauptstrasse 19 ist in der Liste der Kulturgüter in Erlen aufgeführt.

## Bilder

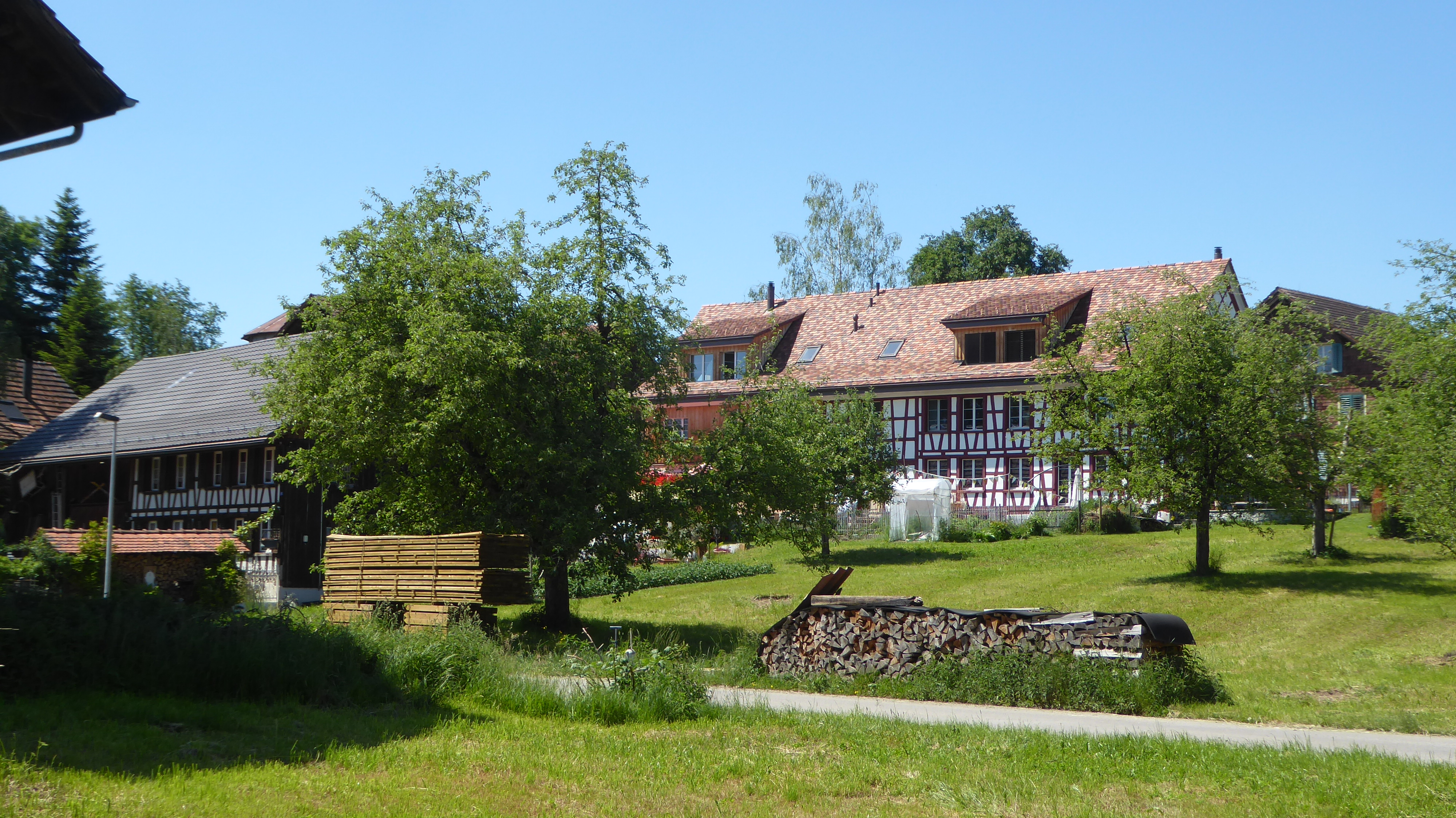
Fachwerkhäuser
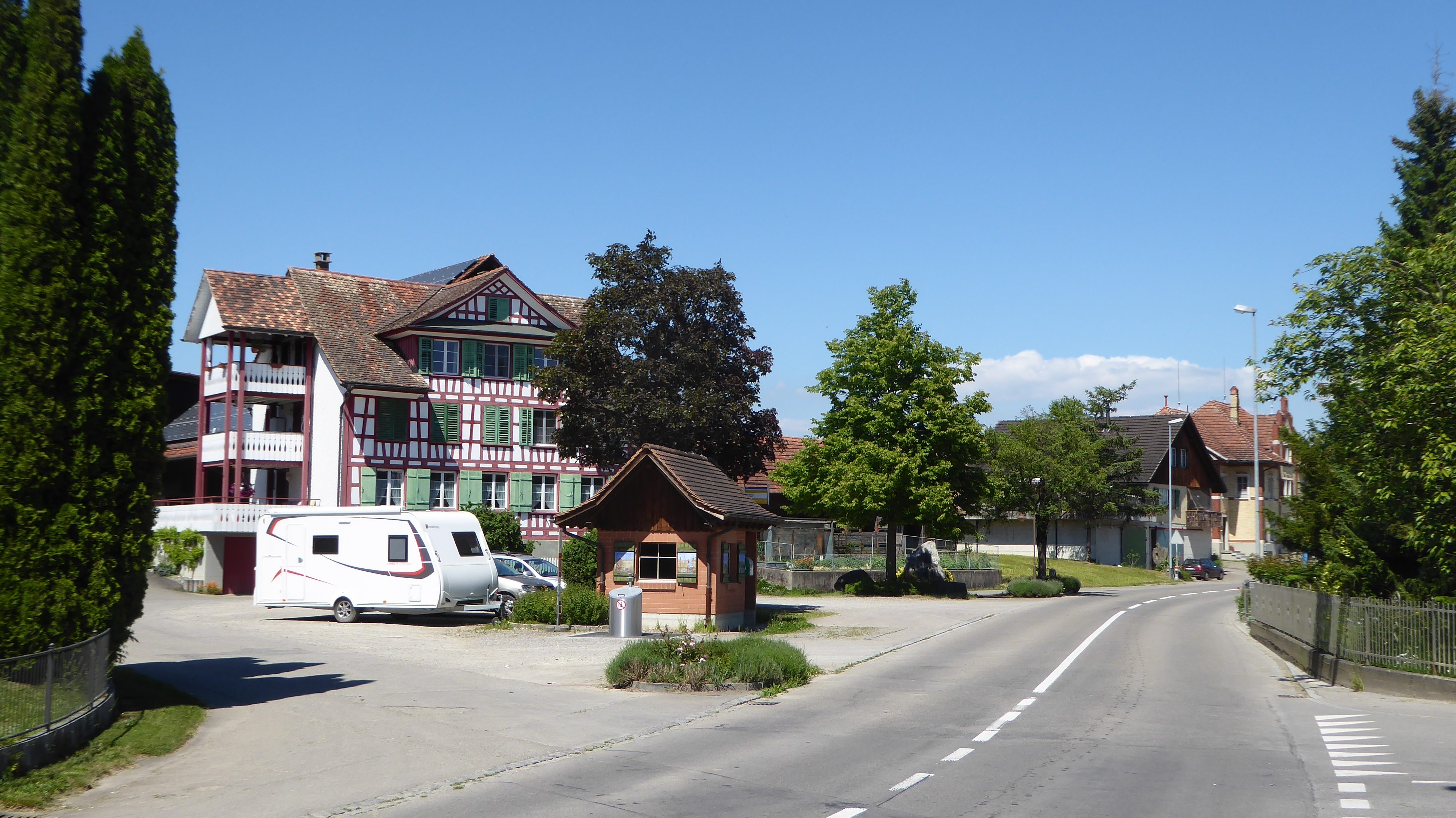
Hauptstrasse
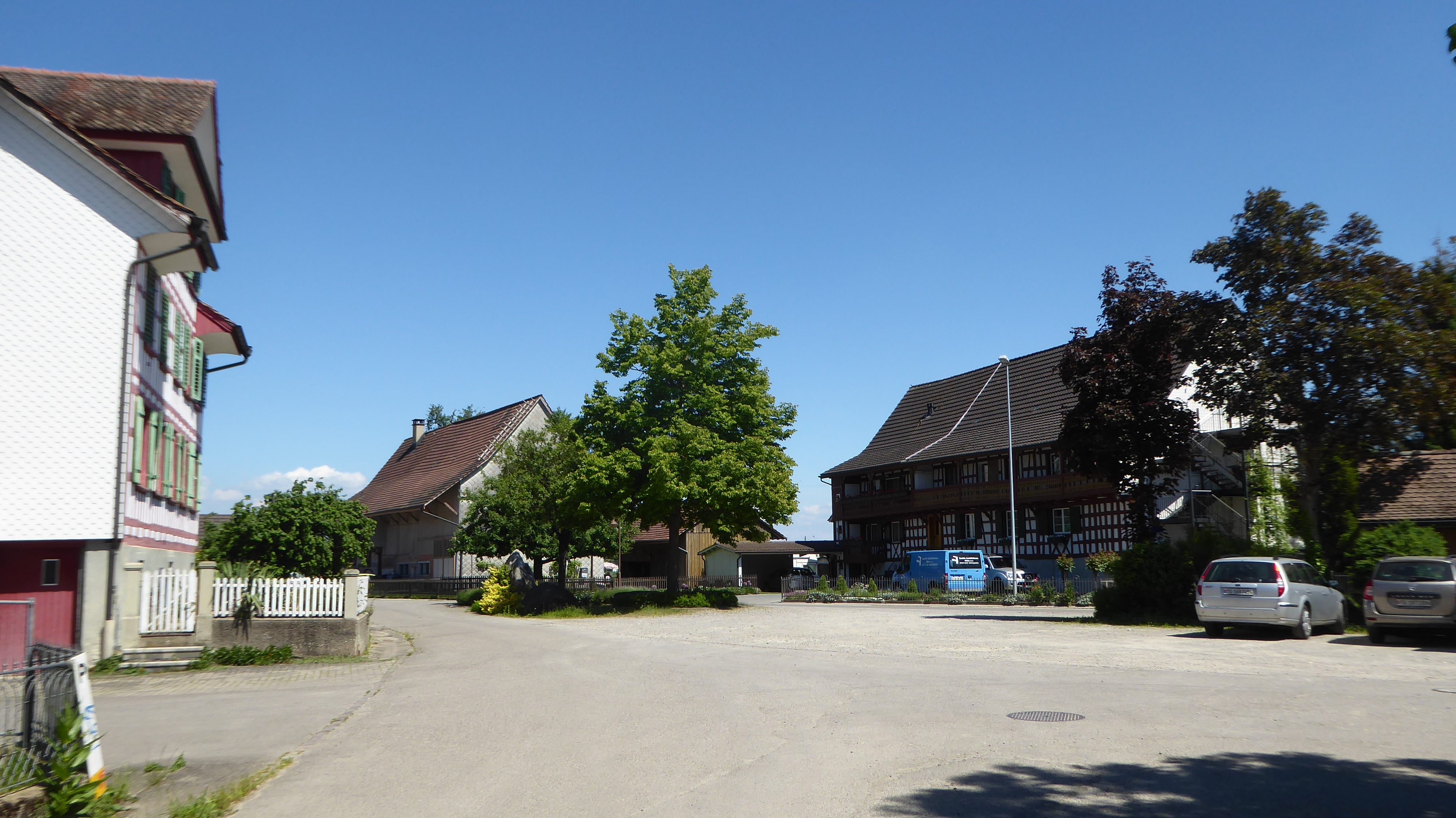
Dorfplatz
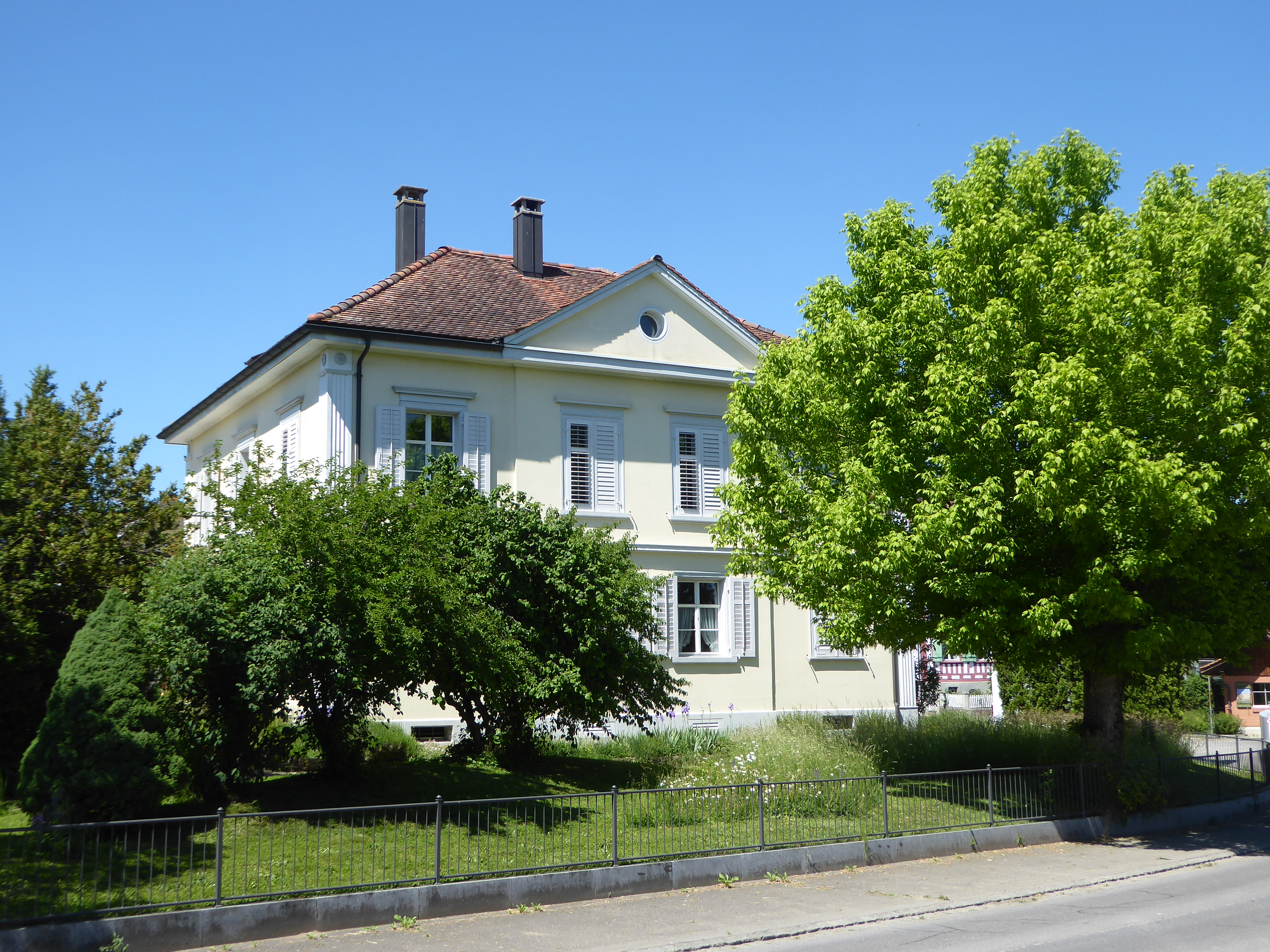
Haus Hauptstrasse 19